# Nothaphoebe javanica
Nothaphoebe javanica là một loài thực vật thuộc họ Lauraceae. Đây là loài đặc hữu của Indonesia. Chúng hiện đang bị đe dọa vì mất môi trường sống.